# Hagamos la República Catalana

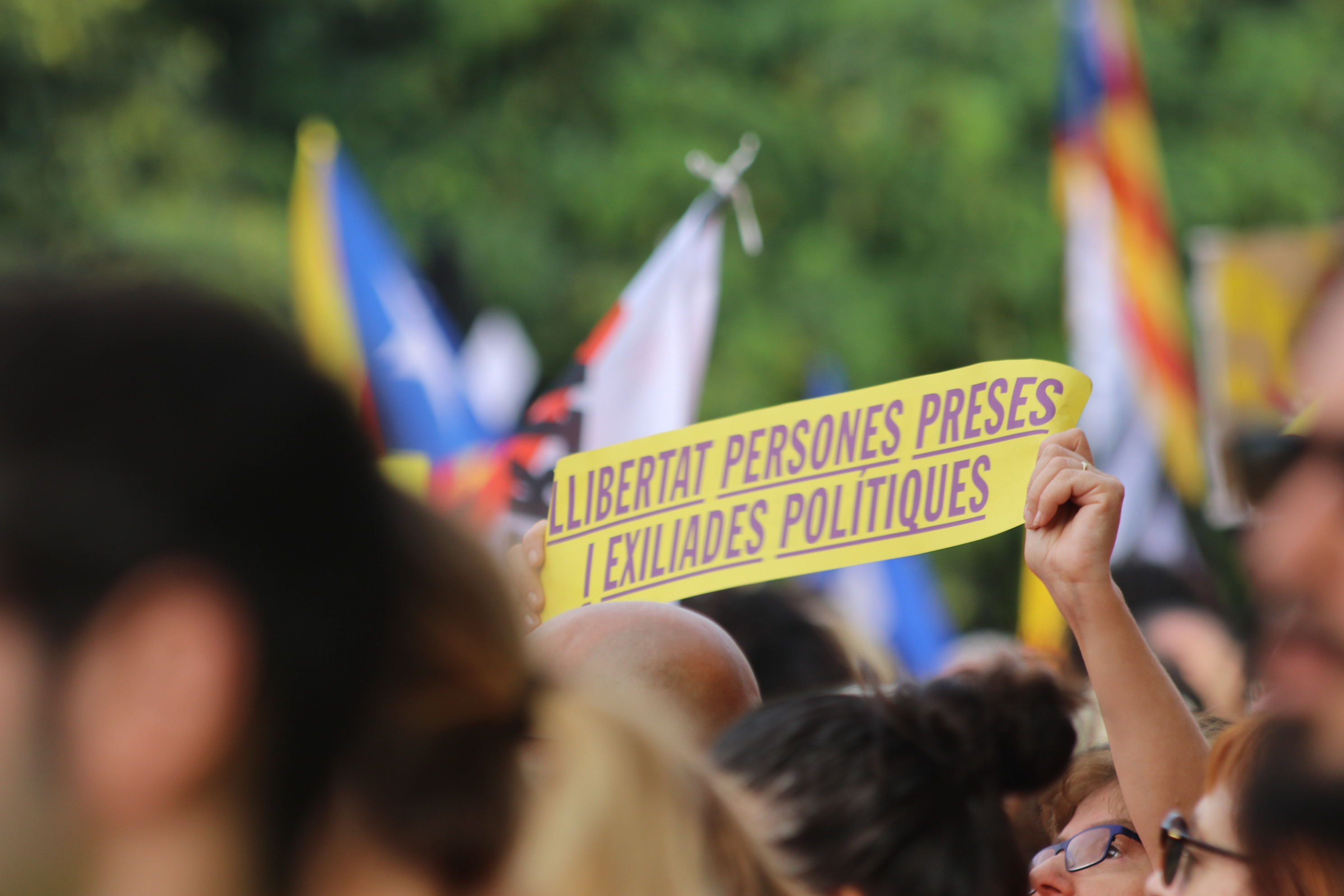
Imagen de la manifestación de la Fiesta del 2018

Hagamos la República Catalana es una concentración que se llevó a cabo a la Avenida Diagonal de Barcelona el día once de septiembre de 2018 con el objetivo de reivindicar la independencia de Cataluña. La Guardia Urbana de Barcelona cifró en cerca de un millón de personas la participación al acontecimiento.

## Historia

### Años anteriores
Históricamente la Fiesta Nacional de Cataluña ha servido al colectivo independentista para reclamar la libertad del territorio catalán. En 2012, con la Manifestación «Cataluña: nuevo estado de Europa», se masificó el acto por primera vez, con una participación entre 600.000 y 1.500.000 personas reclamante la independencia. El año siguiente se organizó la Vía Catalana, que emulaba la Vía Báltica realizada el 1989 para pedir la independencia de los Países bálticos. En 2014, se organizó una gran manifestación en Barcelona, conocida con el nombre de Vía Catalana 2014, donde más de un millón y medio de personas se congregaron en la Avenida Diagonal y en la Gran Vía de las Cortes Catalanas, formando una V para pedir la independencia de Cataluña. Un año después tuvo lugar una gran concentración en Barcelona, conocida con el nombre de Vía Libre. En 2016 el acto se diversificó. Bajo el lema "A punto", se organizaron varias concentraciones en Barcelona, Berga, Lérida, Salt y Tarragona. La Fiesta de 2017 se produjo una vez fue aprobada la Ley del referéndum de autodeterminación de Cataluña, en un momento de choque de legitimidades entre el Gobierno de España y la Generalidad de Cataluña.